# Новый Городок (городской округ Щёлково)
Новый Городок — посёлок в городском округе Щёлково Московской области. Известен как военный городок с 1942 года.

## География
Посёлок находится на северо-востоке Московской области, относящейся к Восточно-Европейской равнине, на высоте 153 м над уровнем моря.
Посёлок находится в зоне умеренно континентального климата с относительно холодной зимой и умеренно тёплым, а иногда и жарким, летом.
В посёлке действует московское время.
С юга к посёлку примыкает деревня Медвежьи Озёра.
Расстояние до МКАД составляет 12 км езды по Щёлковскому шоссе А103, до райцентра — 8 км.
В посёлке нет улиц, к нему приписано 1 садоводческое товарищество (СНТ).
В посёлке останавливается множество автобусов и маршрутных такси, следующих из Москвы (м. Щёлковская) в различные населённые пункты области.

## История
Новый Городок образован в 1942 году при строительстве военного аэродрома Опытно-испытательного полигона Воздушно-десантных войск авиации РККА. Имел в своем составе комплекс зданий и сооружений для размещения в нём военнослужащих, рабочих и гражданских служащих. В 1942 г. командиром звена и отряда отдельной испытательной авиаэскадрильи был С. Н. Анохин. В настоящее время на бывшем аэродроме расположены садовые товарищества («Ветеран», «Комета», «Восход-2»), напоминанием от ВПП остались ж/б аэродромные плиты на их улицах. Частично лётный состав и специалисты были переведены в Чкаловский филиал ГЛИЦ МО РФ аэродрома Чкаловский. Испытания нового оборудования для сброса с самолета на парашютах техники, вооружения и продовольствия продолжились с помощью стационарных стендов полигона. Здесь (и в послевоенные годы) проводятся испытания парашютов М. А. Савицкого, к которым были привлечены также Н. А. Лобанов и И. Л. Глушков. Впоследствии здесь проходят испытания изделия парашютостроения образованного в 1946 г. «Научно-исследовательского экспериментального института парашютно-десантного снаряжения» (НИЭИ ПДС), ныне ОАО «НИИ парашютостроения».
В 1994–2006 годах посёлок относился к Медвежье-Озёрскому сельскому округу.
До 9 января 2019 года был в составе сельского поселения Медвежье-Озёрское в Щёлковском муниципальном районе.
До 2019 года входил в состав Щёлковского района.

## Население
| 2002 | 2006  | 2010  | 2021  |
| ---- | ----- | ----- | ----- |
| 1638 | ↗2240 | ↗2718 | ↗5594 |